# アメリカ合衆国の舞台芸術における東アジア人の描かれ方
アメリカ合衆国の舞台芸術における東アジア人の描かれ方（アメリカがっしゅうこくのぶたいげいじゅつにおけるひがしアジアじんのえがかれかた）はハリウッドにおける東アジア人の描かれ方と同様に批判の対象となっている。
「イエローフェイス」はアジア人を表現するための舞台化粧である。「白人俳優が誇張した化粧をし、風刺したアジアの伝統的な衣裳を身に着ける」こととされている。2011年、ニューヨークの劇場で活動しやすくなることを目的に、アジア系アメリカ人パフォーマーの認知拡大をはかるためアジア系アメリカ人パフォーマー行動連合(AAPAC)が創立した。攻撃的、反復的な「イエローフェイス」について言及および議論している。

## 『ミス・サイゴン』
ミュージカル『ミス・サイゴン』はジャコモ・プッチーニのオペラ『蝶々夫人』を基にし、クロード＝ミシェル・シェーンベルクが作曲、アラン・ブーブリルおよびリチャード・モリトビーJr.が作詞、ブーブリルおよびシェーンベルクが脚本を担当した。ベトナム戦争の頃、アジア人女性とアメリカ兵の報われない愛の物語である。
1980年9月20日、ロンドンにあるドルリー・レーン劇場で初演され、イギリス人俳優ジョナサン・プライスがフランス系ベトナム人売春業者エンジニア役に配役され、厚い人工まぶたを装着し、色の濃い舞台化粧を施した。
1990年、ロンドン・プロダクションがブロードウェイに移行し、プライスはエンジニア役を再演し、アメリカの舞台関係者から大いに反発され、市民からも抗議された。中国系アメリカ人でトニー賞受賞脚本家であるデイヴィッド・ヘンリー・ウォンは俳優労働組合宛てに、ユーラシア人役に白人を起用したことに関する抗議文書を記した。
これらの抗議にもかかわらず、プライスはエンジニア役で多大な称賛を受け、『ミス・サイゴン』はブロードウェイのロングラン公演の1つとなった。

## 『ミカド』
コミック・オペラ『ミカド』はアーサー・サリヴァンが作曲、ウィリアム・S・ギルバートが脚本を担当した。19世紀の日本を舞台にしたフィクションのオペラで、ギルバートはイギリスの政治や公共機関の皮肉の辛辣さを和らげるため、極東のエキゾチシズムな装飾を施した。
ニューヨーク公演(2004年、2015年)、ロサンゼルス公演(2007年、2009年)、ボストン公演(2007年)、オースティン公演(2011年)、デンバー公演(2013年)、シアトル公演(2014年)など、『ミカド』の複数のプロダクションで役者がイエローフェイスを施しているとして批判されている。シアトル・ギルバート・サリヴァン・ソサエティではラテン人の2人以外、主要登場人物の他コーラスも全て白人であった。
2015年11月、ニューヨーク・ギルバート・サリヴァン・プレイヤーズはアジア系アメリカ人からの抗議により、ほとんど白人俳優が占めるカンパニーのレパートリーから『ミカド』を外した。

## 『王様と私』
ミュージカル『王様と私』はリチャード・ロジャースが作曲、オスカー・ハマースタイン2世が脚本を担当した。1944年のマーガレット・ランドン著『Anna and the King of Siam 』(アンナとシャム王)を基にし、タイ王国の王が近代化をはかり、雇ったイギリス人教師アンナの経験を通して東洋の文化と西洋の文化が衝突する様子を描いている。王とアンナは衝突と口論を繰り返し、どちらもなかなか愛を口にできない。
最近ではダラス・サマー・ミュージカルによる『王様と私』のプロダクションが王役に白人俳優を配役したことで批判された。プロダクション宛てのAAPACからの公開書簡では「西洋文化と東洋文化の衝突についての物語で白人俳優が王役を演じるのはドラマツルギーを弱らせる」とし、「「アジア人の真似」は「アジア人」ではない。白人中心主義の視点で描いている」と記された。